# Wallburg Liudvinavas

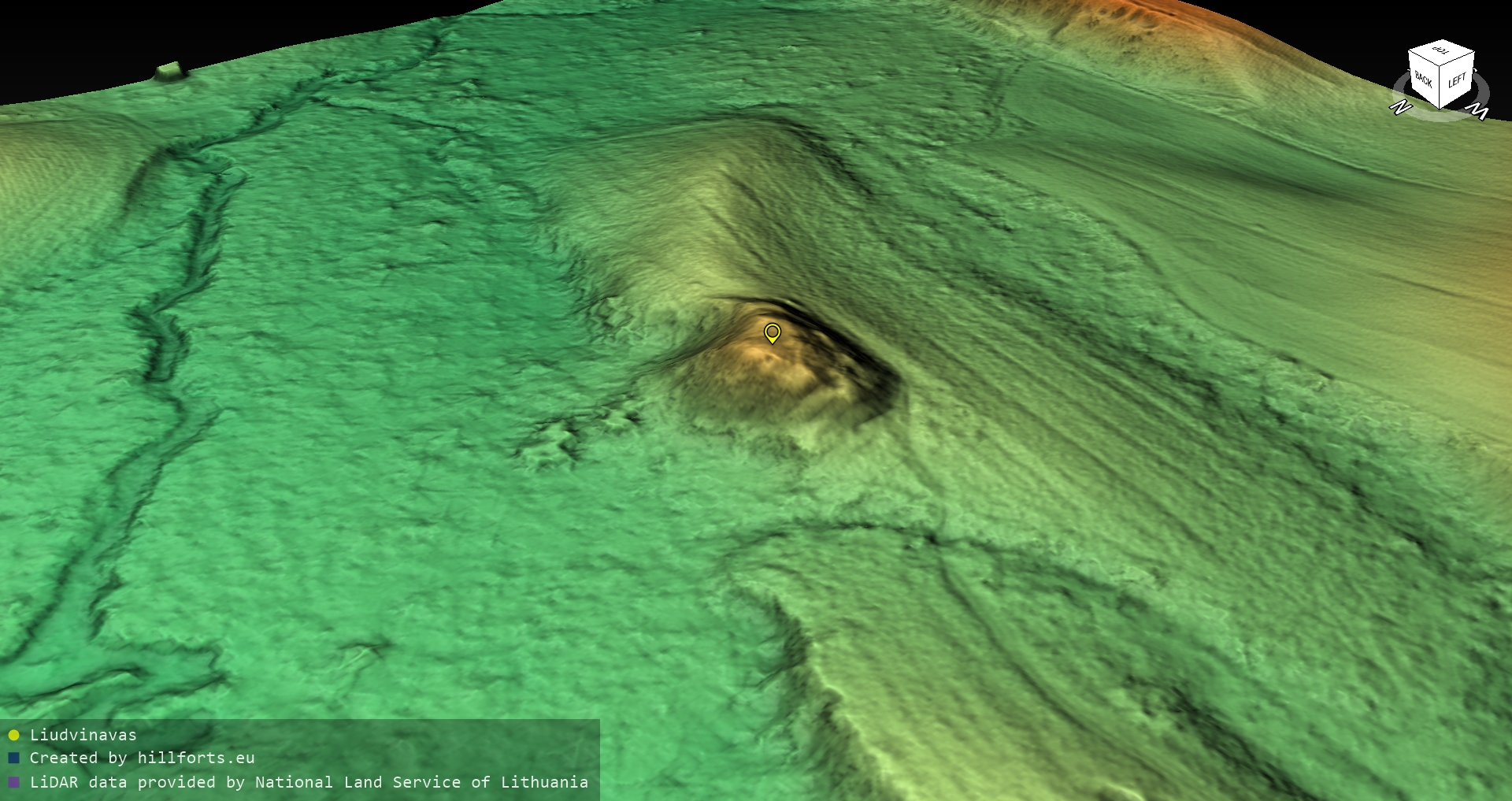
3D-Modell der Burg

Die Wallburg Liudvinavas (auch Lapkalnis, Lapiakalnis) ist eine Wallburg und ein Burghügel mit der ehemaligen Siedlung auf dem Gebiet des Amtsbezirks Liudvinavas der Gemeinde Marijampolė, südwestlich von Liudvinavas, Litauen. Man erreicht den Hügel von der nach Liudvinavas führenden Landstraße Marijampolė-Kalvarija, indem man rechts in südöstlicher Richtung nach Prodobulė (Dorf) abbiegt, den Fluss Sūduona überquert, links in nördlicher Richtung abbiegt und nach 480 m durch Wiesen und Felder geht.
Die Wallburg ist ein Kulturdenkmal seit 1998 (Beschluss der Regierung Litauens). Die Wallburg entstand in der Zeit vom ersten bis zum Anfang des zweiten Jahrtausends. Das Territorium der Wallburg ist 34.400 m² groß;  80 m lang und bis zu 60 m breit.
1964 wurde sie vom Institut für Geschichte erforscht.